# Facundo Suárez Lastra
Facundo Ernesto Suárez Lastra (Mendoza, 24 de febrero de 1954) es un abogado y político argentino perteneciente al partido Unión Cívica Radical. Ocupó el cargo de Intendente de la Ciudad de Buenos Aires durante el período 1987-1989, designado por el presidente Raúl Alfonsín. Anteriormente, al retorno de la democracia (1983), se había desempeñado como Presidente del Concejo Deliberante de la Ciudad de Buenos Aires; y como Secretario del Interior del gobierno nacional. Luego de su paso por la intendencia fue concejal y a partir de 1997 Legislador de la Ciudad de Buenos Aires. En el año 2000 es designado Secretario de Justicia y Seguridad de la Ciudad de Buenos Aires en el Gobierno de Aníbal Ibarra. Entre 2017 y 2021 fue Diputado Nacional por la Ciudad.

## Biografía

### Comienzos en política
Descendiente de una familia sumamente identificada con el radicalismo y descendiente del caudillo Facundo Quiroga, Facundo Suárez Lastra nació en 1954, en la provincia de Mendoza, aunque gran parte de su vida transcurrió en la Ciudad de Buenos Aires, donde cursó sus estudios universitarios en la Facultad de Derecho de la Universidad de Buenos Aires. Su abuelo, Leopoldo Suárez, ocupó el Ministerio de Obras Públicas en Mendoza; su tío, también llamado Leopoldo Suárez, fue Ministro de Defensa en la administración radical de Arturo Illia; y su padre, Facundo Suárez, fue Diputado Nacional, candidato a Gobernador de Mendoza, presidente de YPF durante la presidencia de Arturo Illia y titular de la SIDE durante el gobierno de Raúl Alfonsín. 
Facundo Suárez Lastra se interesó por la política desde joven. En sus épocas de estudiante militó activamente en la agrupación Franja Morada, para luego transformarse en Secretario de la Federación Universitaria Argentina (FUA).
Allí comenzó a avanzar dentro de las filas del radicalismo, en 1983 es elegido Presidente del Consejo Deliberante de la Ciudad de Buenos Aires. Luego fue elegido Secretario del Interior, cargo que deja en 1987, año en que fallece Julio César Saguier, y por lo cual el entonces Presidente Raúl Alfonsín lo designó Intendente de la Capital Federal, cargo que ocuparía hasta 1989.
Durante la presidencia de Carlos Menem, Facundo Suárez Lastra tuvo una marcada posición en contra del indulto y algunas privatizaciones. En 1995 enfrentó a Fernando de la Rúa en la interna por la candidatura a Primer Jefe de Gobierno de la Ciudad Autónoma de Buenos Aires. En 1997 fue elegido legislador porteño, integrando la Alianza. En el año 2000 fue nombrado Secretario de Justicia y Seguridad de la Ciudad Autónoma de Buenos Aires por el Jefe de Gobierno, Aníbal Ibarra.

### Intendente de Buenos Aires
En 1987 fue elegido intendente de la ciudad de Buenos Aires por el presidente Raúl Alfonsín.

#### Transporte
Durante su gestión, el 29 de diciembre de 1987, el premetro "E2" alcanzó las terminales de "General Savio" y "Centro Cívico", ambas ubicadas en el Conjunto Habitacional Lugano I y II, recorriendo una extensión de 7400 m. Sin embargo, las obras de la Línea "E1" y la prolongación de la "E2" hasta la General Paz con su centro de trasbordo en Puente La Noria, nunca se ejecutaron.
Ese mismo día también se extendió el servicio de la Línea D incorporando mil metros de recorrido hasta el apeadero provisorio “Ministro Carranza”. El entonces presidente Raúl Alfonsín presidió el acto de inauguración.
Esta prolongación comenzó a construirse el 1º de noviembre de 1988, y el plazo de terminación era de 30 meses. Es decir que, según los planes, la nueva estación debería estar terminada para mediados de 1991, aunque por los problemas económicos posteriores recién pudo ser inaugurada en 1997.

#### Cultura
Durante su gestión se desarrolló el programa Escenario Joven, destinado a difundir la producción artística de los menores de 30 años. Como corolario se realizó la Primera Bienal Latinoamericana de Arte Joven. Un jurado de prestigiosas personalidades de cada área seleccionó, de las creaciones presentadas, aquellas que serían expuestas en el Centro Cultural Recoleta y en las Salas Nacionales de Exposición, en un todo integrado arquitectónicamente a través de un puente. Esto se desarrolló del 10 de marzo al 20 de marzo de 1989. 

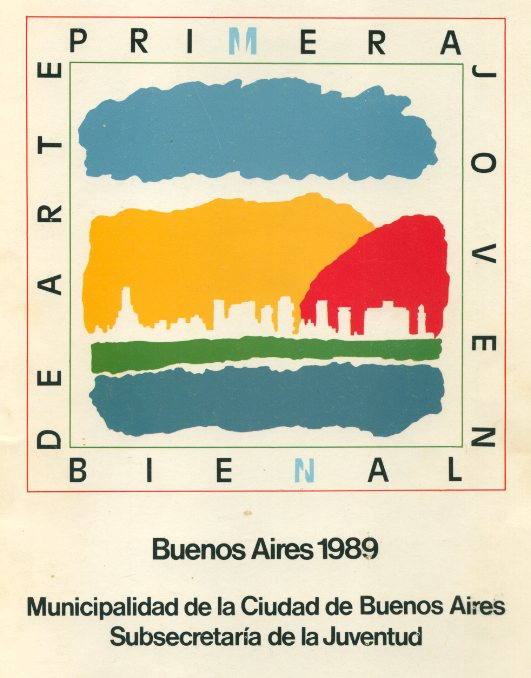

### Concejal de Capital Federal (1989-1993)
Suárez Lastra encabezó la lista de Concejales de la Capital federal de la Unión Cívica Radical en las Elecciones Capital Federal de 1989 resultando electo junto a otros 9 concejales.

### interna UCR a Jefe de Gobierno Porteño 1995
El 19 de marzo de 1995, el ex intendente de Buenos Aires (1987-1989), Suárez Lastra se presenta a internas del radicalismo para buscar la candidatura a primer jefe de Gobierno Porteño, para lograrlo debería derrotar al senador nacional Fernando de la Rúa. Finalmente De la Rúa resultaría vencedor con el 70% de los votos contra el 30% de Suárez Lastra.

### Legislador de la Ciudad de Buenos Aires (1997-2000)
En las Elecciones Legisladores de Buenos Aires de 1997 resultó electo por la Alianza para el Trabajo, la Justicia y la Educación. En 2019 en medio de una dura interna en la UCR porteña la seccion local pidio la expulsión de Suárez Lastra por unanimidad tras una la resolución de la Mesa Directiva y desafilió al diputado nacional por no acatar la decisión oficial del partido.

### Diputado Nacional (2017-2021)
Fue elegido diputado nacional por la Ciudad de Buenos Aires en las Elecciones legislativas de Argentina de 2017 en la lista encabezada por Elisa Carrió, su sector no apoyo la lista de la alianza entre la UCR y el Partido Socialista que fue encabezaba por Martín Lousteau.

#### Interna radical en 5 comunas (2017)
En diciembre de 2017 el sector liderado por Suárez Lastra y Jesús Rodríguez (Radicales en Cambiemos), funcionario del macrismo fue derrotado en todas las comunas (la 1, la 9, la 13, la 14 y la 4) por la alianza Nosiglia-Angelici, la derrota más humillante fue la de la comuna 14, por tratarse de su barrio, Palermo el resultado fue 340 contra 348 de la lista de Nosiglia.

## Historia Electoral

### Elecciones Concejales de Capital Federal de 1983
|  | 54.33 % |

|  | 22.99 % |

|  | 6.48 % |

|  | 3.88 % |

|  | 2.82 % |

|  | 2.46 % |

|  | 2.35 % |

|  | 1.81 % |

|  | 1.66 % |

|  | 0.93 % |

|  | 0.30 % |

|  | 92.47 % |

|  | 7.09 % |

|  | 0.44 % |

|  | 100.00 % |

|  | 85.78 % |

### Elecciones Concejales de Capital Federal 1989
| ← · Capital Federal · → | ← · Capital Federal · → | ← · Capital Federal · → | ← · Capital Federal · → | ← · Capital Federal · → | ← · Capital Federal · → | ← · Capital Federal · → | ← · Capital Federal · → |
| Partido/Alianza         | Partido/Alianza | Votos                   | %                       | Concejales              | Concejales              | Concejales              | Concejales              |
| Partido/Alianza         | Partido/Alianza | Votos                   | %                       | Obtenidas               | +/-                     | Totales                 | +/-                     |
| ----------------------- | --- | ----------------------- | ----------------------- | ----------------------- | ----------------------- | ----------------------- | ----------------------- |
|                         | Frente Justicialista de Unidad Popular | 650.746                 | 32,14                   | 11/30                   | 2                       | 20/60                   | 1                       |
|                         | Unión Cívica Radical | 624.827                 | 30,86                   | 10/30                   | 4                       | 24/60                   | 5                       |
|                         | Alianza de Centro Ver partidos de la alianza: - Unión del Centro Democrático - Partido Demócrata Progresista - Partido Demócrata de la Capital Federal | 409.691                 | 20,23                   | 6/30                    | Sin cambios             | 12/60                   | 2                       |
|                         | Confederación Federalista Independiente | 111.849                 | 5,52                    | 1/30                    | 1                       | 1/60                    | Sin cambios             |
|                         | Izquierda Unida | 111.992                 | 5,53                    | 1/30                    | 1                       | 1/60                    | 1                       |
|                         | Unidad Socialista | 92.602                  | 4,57                    | 1/30                    | 1                       | 1/60                    | 1                       |
|                         | Partido Blanco de los Jubilados | 8.068                   | 0,40                    | 0/30                    | 1                       | 1/60                    | Sin cambios             |
|                         | Frente Humanista - Verde | 7.996                   | 0,39                    | 0/30                    | Sin cambios             | 0/60                    | Sin cambios             |
|                         | Partido Obrero | 5.806                   | 0,29                    | 0/30                    | Sin cambios             | 0/60                    | Sin cambios             |
|                         | Acuerdo Popular | 1.383                   | 0,07                    | 0/30                    | Sin cambios             | 0/60                    | Sin cambios             |
| Votos positivos         | Votos positivos | 2.024.960               | 97,57                   |                         |                         |                         |                         |
| Votos en blanco         | Votos en blanco | 42.107                  | 2,03                    |                         |                         |                         |                         |
| Votos nulos             | Votos nulos | 8.263                   | 0,40                    |                         |                         |                         |                         |
| Participación           | Participación | 2.075.330               | 85,73                   |                         |                         |                         |                         |
| Electores registrados   | Electores registrados | 2.420.639               | 100                     |                         |                         |                         |                         |
| Fuente:                 | |                         |                         |                         |                         |                         |                         |

|  | 70,00 % |

|  | 30,00 % |

### Elecciones legislador de Buenos Aires 1997
|                      | Alianza para el Trabajo, la Justicia y la Educación      | 1.083.493 | 56,03 | 37/60 |
|                      | Partido Justicialista                                    | 332.679   | 17,20 | 11/60 |
|                      | Acción por la República - Nueva Dirigencia               | 328.885   | 17,01 | 11/60 |
|                      | Unión por Todos - Movimiento de Integración y Desarrollo | 36.348    | 1,88  | 1/60  |
|                      | Izquierda Unida                                          | 27.296    | 1,41  |       |
|                      | Partido Demócrata Progresista                            | 20.247    | 1,05  |       |
|                      | Partido del Trabajador Socialista                        | 17.135    | 0,89  |       |
|                      | Partido Obrero                                           | 15.962    | 0,83  |       |
|                      | Partido Humanista                                        | 15.649    | 0,81  |       |
|                      | Acción Institucional                                     | 12.166    | 0,63  |       |
|                      | Unión del Centro Democrático                             | 8.665     | 0,45  |       |
|                      | Corriente Patria Libre                                   | 6.689     | 0,35  |       |
|                      | Movimiento por la Dignidad y la Independencia            | 6.265     | 0,32  |       |
|                      | Partido Popular Independiente                            | 6.049     | 0,31  |       |
|                      | Fuerza Republicana                                       | 5.559     | 0,29  |       |
|                      | Política Abierta para la Integridad Social               | 3.986     | 0,21  |       |
|                      | Partido Nacionalista Constitucional                      | 3.447     | 0,18  |       |
|                      | Movimiento Línea Popular                                 | 3.310     | 0,17  |       |
| Votos positivos      | Votos positivos                                          | 1.933.830 | 96,42 |       |
| Votos en blanco      | Votos en blanco                                          | 50.194    | 2,50  |       |
| Votos nulos          | Votos nulos                                              | 21.615    | 1,08  |       |
| Participación        | Participación                                            | 2.005.639 | 78,88 |       |
| Votantes registrados | Votantes registrados                                     | 2.542.567 | 100   |       |
| Fuente:              |                                                          |           |       |       |

## Premios y reconocimientos

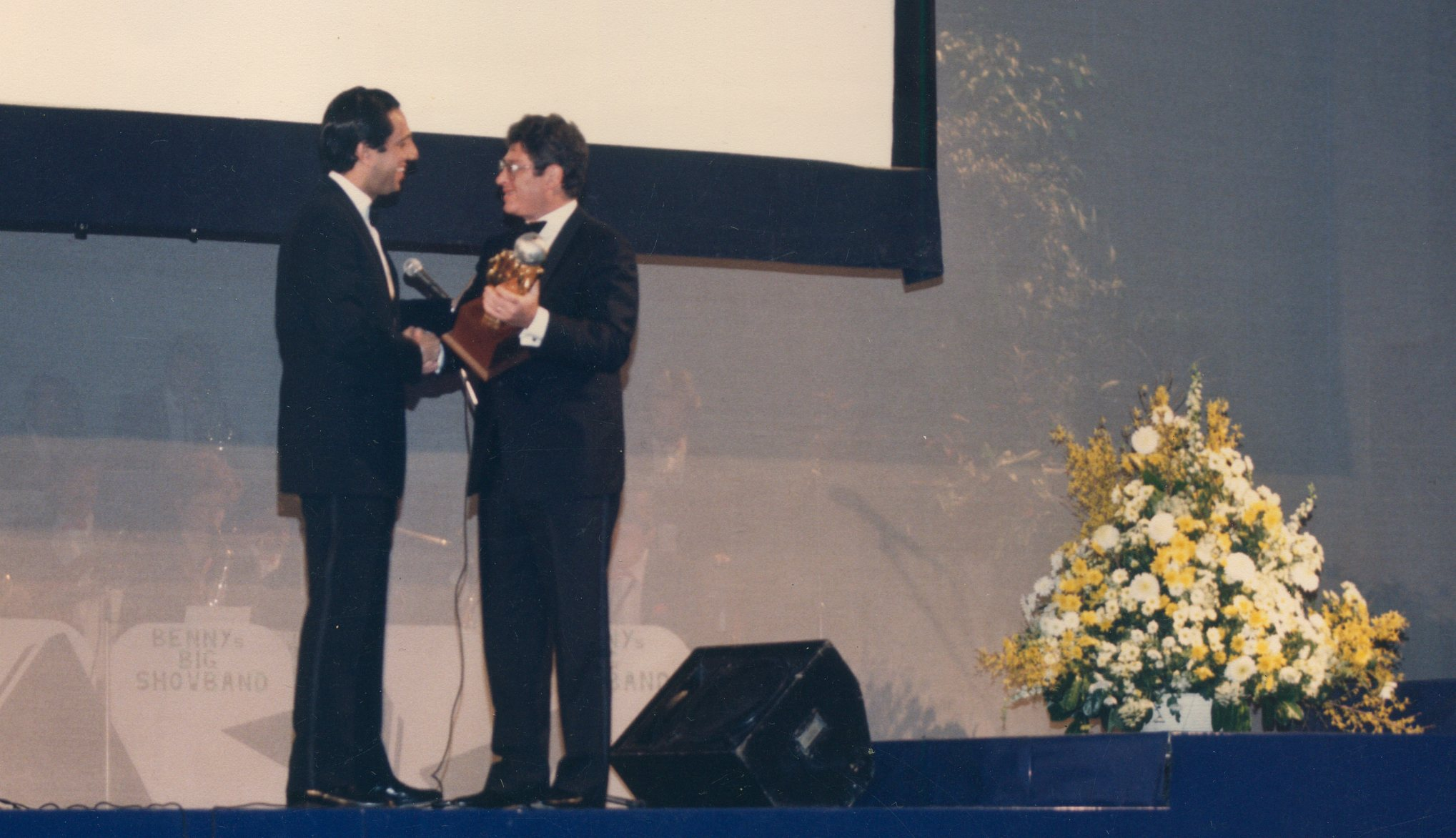

### Joven Sobresaliente del Mundo
En el año 1987 Facundo Suárez Lastra recibió el reconocimiento de la Cámara Junior Internacional en la categoría "Asuntos políticos, legales o gubernamentales". Mediante el Programa Los Diez Jóvenes Sobresalientes del Mundo (TOYP) 
En 2017 Suárez Lastra denunció irregularidades en la convocatoria para las elecciones de la UCR Capital junto a un grupo de radicales advirtió “vicios” en la convocatoria a las elecciones internas del radicalismo. La denuncia se dio tras un fuerte enfrentamiento con el presidente del partido, Emiliano Yacobitti.
En 2019, en medio de una dura interna en la UCR porteña, la sección local ratifico la  expulsión de Suárez Lastra por unanimidad tras una la resolución de la Mesa Directiva y desafilió al diputado nacional por no acatar la decisión oficial de ir con Lousteau.

## Libros y Publicaciones
Ha publicado en 1994 por la Editorial Sudamericana "La reina en jaque", libro que aborda la problemática de la Ciudad de Buenos Aires.
"En La reina en jaque, Facundo Suarez Lastra realiza un riguroso diagnóstico del apocalipsis urbano y además revela intimidades del poder. Las presiones del poder económico, los turbios manejos de Grosso y los inmensos negocios inmobiliarios propiciados por los sueños faraónicos menemistas son desnudados paso a paso.

La reina en jaque es mas allá de la denuncia, fundamentalmente, una propuesta de gobierno. El autor sostiene que la crisis de Buenos Aires es estructural y que solo la autonomía plena puede salvarla del abismo."